# Daniela da Silva
Daniela Helena da Silva (São Paulo, 10 de mayo de 1981) es una jugadora profesional brasileña de voleibol.

## Clubes
- 2016-2017.- Naturhouse Ciudad de Logroño (Superliga),  España.
- 2015-2016.- Naturhouse Ciudad de Logroño (Superliga),  España.
- 2014-2015.- Naturhouse Ciudad de Logroño (Superliga),  España.
- 2013-2014.- Embalajes Blanco Tramek Murillo (Superliga),  España.
- 2012-2013.- Nuchar Tramek Murillo (Superliga),  España.
- 2011-2012.- Nuchar Eurochamp Murillo (Superliga),  España.
- 2010-2011.- Nuchar Eurochamp Murillo (Superliga 2),  España.
- 2009-2010.- Cala de Finestrat (Superliga),  España.
- 2008-2009.- Haro Rioja Vóley (Superliga),  España.
- 2007-2008.- Voleibol Bargas Toledo (Superliga),  España.
- 2005-2007.- Grupo Cultural Covadonga (Superliga 2),  España.
- 2004-2005.- Acesol vóley (Superliga),  España.
- 2003-2004.- VBC Biel Bienne,  Suiza.
- 2002-2003.- Macae Esportes,  Brasil.
- 2002.- Tiete Vóley Club,  Brasil.
- 2001.- Club Atlético Vélez Sarsfield,  Argentina.
- 2000.- Esporte Clube Ipiranga,  Brasil.
- 1999.- Clube Atlético Paulistano,  Brasil.
- 1998.- BCN Osasco,  Brasil.

## Logros obtenidos

### Clubes
- 2016 / 2017.- Campeona de Superliga con Naturhouse Ciudad de Logroño .[2]
- 2016 / 2017.- Subampeona de la Copa de la Reina .[3]
- 2016 / 2017.- Subcampeona de la Supercopa de España de Voleibol Femenino con Naturhouse Ciudad de Logroño .[4]
- 2015 / 2016.- Campeona de Superliga con Naturhouse Ciudad de Logroño .[5]
- 2015 / 2016.- Campeona de la Copa de la Reina .[6]
- 2015 / 2016.- Campeona de la Supercopa de España de Voleibol Femenino con Naturhouse Ciudad de Logroño .[7]
- 2014 / 2015.- Campeona de Superliga con Naturhouse Ciudad de Logroño .
- 2014 / 2015.- MVP de la jornada 22 de Superliga.
- 2014 / 2015.- Incluida en el 7 ideal de la jornada 20 de Superliga.
- 2014 / 2015.- Campeona de la Copa de la Reina disputada en Las Palmas de Gran Canaria con Naturhouse Ciudad de Logroño , elegida además MVP del torneo.
- 2014 / 2015.- Campeona de la Supercopa de España de Voleibol Femenino con Naturhouse Ciudad de Logroño .
- 2013 / 2014.- Campeona de Superliga con Embalajes Blanco Tramek Murillo .
- 2013 / 2014.- MVP de la eliminatoria final de Superliga.
- 2013 / 2014.- Incluida en el 7 ideal de la primera y tercera jornadas de la eliminatoria de Superliga.
- 2013 / 2014.- Campeona de la Copa de la Reina disputada en Logroño con Embalajes Blanco Tramek Murillo .
- 2013 / 2014.- MVP de la jornada 2 de Superliga.
- 2013 / 2014.- Campeona de la Supercopa de España de Voleibol Femenino con Embalajes Blanco Tramek Murillo .
- 2012 / 2013.- Segundo puesto en Superliga.
- 2012 / 2013.- Incluida en el 7 ideal del primer, segundo, tercer y cuarto fin de semana de play-off de Superliga.
- 2012 / 2013.- MVP de la jornada 18 de Superliga.
- 2013.- Subcampeona de la Copa de la Reina disputada en Haro con Nuchar Tramek Murillo .
- 2012 / 2013.- Incluida en el 7 ideal de las jornadas 5, 10 y 18 de Superliga.
- 2012.- Subcampeona de la Copa de la Reina disputada en Salou con Nuchar Eurochamp Murillo .
- 2011 / 2012.- Tercer puesto en Superliga con Nuchar Eurochamp Murillo.
- 2011 / 2012.- Incluida en el 7 ideal de la jornada 9 de Superliga.
- 2010 / 2011.- Incluida en el siete ideal de la temporada.
- 2010 / 2011.- Campeona de Superliga 2 y ascenso a Superliga con Nuchar Eurochamp Murillo.
- 2010 / 2011.- Incluida en el siete ideal de la Copa de la Princesa.
- 2010 / 2011.- Incluida en el siete ideal de las jornadas 4, 6, 16, 18 y 19 de Superliga 2.
- 2010.- MVP de la tercera y decimoquinta jornada de Superliga.
- 2010.- Máxima anotadora de Superliga.
- 2010.- Incluida 6 veces en el siete ideal de la jornada de Superliga y en el siete ideal de la temporada.